# Ratolí saltamartí
El ratolí saltamartí (Onychomys leucogaster) és una espècie de rosegador de la família dels cricètids. Viu al Canadà, els Estats Units i Mèxic. Els seus hàbitats naturals són les praderies d'herba curta, els matollars desèrtics i les zones de dunes. És una espècie en risc mínim, és a dir, no sembla que hi hagi cap amenaça significativa per a la seva supervivència. El seu nom específic, leucogaster, significa ‘panxa blanca’ en llatí.